# Сандро Пертини
Са̀ндро Пертѝни (на италиански: Sandro Pertini) е италиански политик, 7-и президент на Италия от 9 юли 1978 г. до 29 юни 1985 г.